# Haval F7x
Der Haval F7x ist ein Crossover aus Sport Utility Vehicle und Coupé der zum chinesischen Automobilhersteller Great Wall Motor gehörenden Marke Haval.

## F7x (2019–2024)

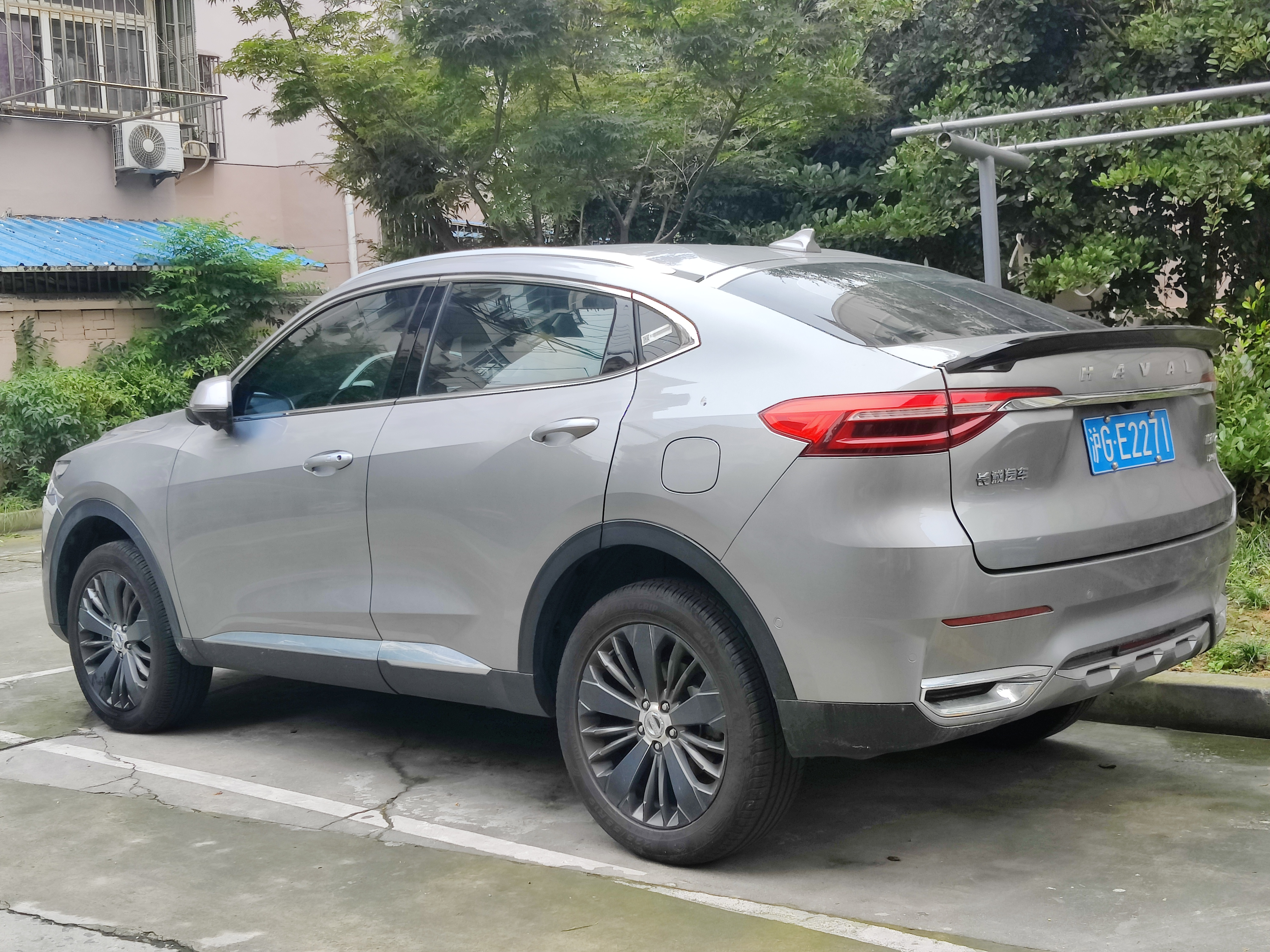
Heckansicht

Das Modell der ersten Generation debütierte auf der Shanghai Auto Show im April 2019. In China erfolgte noch im selben Monat der Marktstart. Außerdem wurde der F7x ab Herbst 2019 auf dem russischen Markt angeboten. Im Januar 2022 wurde eine überarbeitete Version vorgestellt. Produziert wurde der F7x im chinesischen Tianjin und im russischen Tula. Technisch basiert das als SUV-Coupé bezeichnete Modell auf dem 2018 eingeführten Haval F7.

### Technische Daten
Angetrieben wird der F7x in China von einem 1,5-Liter-Ottomotor mit 124 kW (169 PS) oder einem Zweiliter-Ottomotor mit 165 kW (224 PS). In Russland war ein 1,5-Liter-Ottomotor mit 110 kW (150 PS) oder ein Zweiliter-Ottomotor mit 140 kW (190 PS) erhältlich.
|                                             | F7x 1.5                          | F7x 2.0                          | F7x 1.5                          | F7x 2.0                          |
| Markt                                       | China                            | China                            | Russland                         | Russland                         |
| Bauzeitraum                                 | 04/2019–07/2022                  | 04/2019–07/2022                  | 10/2019–08/2024                  | 10/2019–08/2024                  |
| Motorkenndaten                              |                                  |                                  |                                  |                                  |
| Motortyp                                    | R4-Ottomotor                     | R4-Ottomotor                     | R4-Ottomotor                     | R4-Ottomotor                     |
| Hubraum                                     | 1499 cm³                         | 1967 cm³                         | 1499 cm³                         | 1967 cm³                         |
| max. Leistung bei min−1                     | 124 kW (169 PS) / 5000–5600      | 165 kW (224 PS) / 5000           | 110 kW (150 PS) / 5000–5600      | 140 kW (190 PS) / 5500           |
| max. Drehmoment bei min−1                   | 285 Nm / 1400–3000               | 385 Nm / 1800–3600               | 280 Nm / 1400–3000               | 340 Nm / 2000–3200               |
| Kraftübertragung                            |                                  |                                  |                                  |                                  |
| Antrieb, serienmäßig                        | Vorderradantrieb                 | Vorderradantrieb                 | Vorderradantrieb                 | Vorderradantrieb                 |
| Antrieb, optional                           | —                                | (Allradantrieb)                  | (Allradantrieb)                  | (Allradantrieb)                  |
| Getriebe, serienmäßig                       | 7-Stufen-Doppelkupplungsgetriebe | 7-Stufen-Doppelkupplungsgetriebe | 7-Stufen-Doppelkupplungsgetriebe | 7-Stufen-Doppelkupplungsgetriebe |
| Messwerte                                   |                                  |                                  |                                  |                                  |
| Höchstgeschwindigkeit                       | 180 km/h                         | 200 km/h                         | 180 km/h                         | 195 km/h                         |
| Beschleunigung, 0–100 km/h                  | k. A.                            | 8,1 s                            | 11,0 s                           | 9,0 s                            |
| Leergewicht                                 | 1590 kg                          | 1661 kg (1720 kg)                | 1605 kg (1670 kg)                | 1640 kg (1710 kg)                |
| Kraftstoffverbrauch auf 100 km (kombiniert) | 6,6 l Super                      | 7,1 l Super (7,8 l Super)        | 8,2 l Super (8,4 l Super)        | 8,8 l Super (9,4 l Super)        |
| Tankinhalt                                  | 56 l                             | 56 l                             | 56 l                             | 56 l                             |

Werte in runden Klammern gelten für Modelle mit Allradantrieb.

## F7x (seit 2025)
Die zweite Generation der Baureihe wurde im April 2025 vorgestellt. Noch im gleichen Monat kam sie in Russland auf den Markt. Das Modell der zweiten Generation wird nur noch in Tula gebaut und in China auch nicht verkauft. Technisch basiert der Wagen auf dem Haval Shenshou, der in Russland als Haval F7 angeboten wird.

### Technische Daten
Angetrieben wird der F7x ausschließlich von einem Zweiliter-Ottomotor mit einer maximalen Leistung von 141 kW (192 PS). Er hat ein 7-Stufen-Doppelkupplungsgetriebe und Allradantrieb.
|                                             | F7x 2.0                          |
| Markt                                       | Russland                         |
| Bauzeitraum                                 | seit 04/2025                     |
| Motorkenndaten                              |                                  |
| Motortyp                                    | R4-Ottomotor                     |
| Hubraum                                     | 1998 cm³                         |
| max. Leistung bei min−1                     | 141 kW (192 PS) / 5600–6300      |
| max. Drehmoment bei min−1                   | 320 Nm / 1500–4000               |
| Kraftübertragung                            |                                  |
| Antrieb, serienmäßig                        | Allradantrieb                    |
| Getriebe, serienmäßig                       | 7-Stufen-Doppelkupplungsgetriebe |
| Messwerte                                   |                                  |
| Höchstgeschwindigkeit                       | 190 km/h                         |
| Beschleunigung, 0–100 km/h                  | 9,4 s                            |
| Leergewicht                                 | 1795–1830 kg                     |
| Kraftstoffverbrauch auf 100 km (kombiniert) | 8,6 l Super                      |
| Tankinhalt                                  | 60 l                             |